# Rhodocybe truncata
Rhodocybe truncata (можлива назва українською — родоцибе усічений) — вид грибів роду Родоцибе (Rhodocybe). Сучасну біномінальну назву надано у 1946 році.

## Будова
М'ясиста бліда рожево-коричнева чи червонясто-коричнева шапинка 4-12 см з нерівно підігнутим краєм. Тонкі густі пластини виделкоподібно роздвоюються, переходять на ніжку та мають кремовий колір, інколи кольору шапинки. Споровий порошок рожевий. Ніжка рожевувата товста і суцільна 8 см.

## Життєвий цикл
Плодоносить з вересня по листопад.

## Поширення та середовище існування
Росте у мішаних лісах, у трав'яних заростях. Утворює кластери чи «відьмацькі кільця».

## Практичне використання
Їстівний гриб. Схожий на отруйні види роду Hebeloma (споровий порошок коричневий) та Entoloma (споровий порошок також рожевий).